# Ernie Reyes Sr.
Ernie Reyes, Sr. (12 de febrero de 1947 en Salinas, California), es un actor y artista marcial estadounidense hijo de padres filipinos, que destacó como campeón en diversas artes marciales como en taekwondo. Sus hijo son los actores y también artistas marciales Ernie Reyes, Jr. y Lee Reyes. 

## Highlights
- Participante en cinco series televisivas y de video juegosStreet Fighter: La película, la versión arcade (como Akuma) and "Surf Ninjas" versión computarizada, as Zatch.
- Siete veces campeón
- Nombrado "Uno de los más grandes Artistas Marciales del Siglo 20" por el canal de televisión TNT
- Co-fundador, con Thompson, de la "Asociación de Artes Marciales de la Costa Oeste"
- Introducido en el Salón de la Fama y nombrado instructor del año por la revista Black Belt (Cinturón Negro)Magazine, publicada por la asociación profesional de Karate
- Coautor de varios libros de Artes Marciales